# しし座ミュー星
しし座μ星（ししざミューせい、μ Leo / μ Leonis）は、太陽系から見てしし座の方向約125光年の距離にある恒星で4等星。

## 特徴
K型の巨星だが、まだ中心核ではヘリウムの核融合が始まっておらず、核が収縮している段階であると考えられている。5,000万年後にはヘリウムの核融合が始まり、現在より10倍から20倍は光度が増すものと予測されている。
2014年に、2.4木星質量の太陽系外惑星が発見されている。この惑星はμ星から1.1auの軌道を約358日かけて公転している。

## 名称
固有名のラサラス (Rasalas) は、アラビア語で「ライオンの頭（の北側部分）」を意味する r‘as al-asad (al-shamālī) に由来する。これがヨーロッパの天文学に Rasalas. Bor. として取り入れられた。対応する「ライオンの頭の南側部分」 Rasalas Australis はしし座ε星とされた。2016年9月12日、国際天文学連合の恒星の固有名に関するワーキンググループは、Rasalas をしし座μ星の固有名として正式に承認した。